# Große Afrikanische Bulldoggfledermaus
Die Große Afrikanische Bulldoggfledermaus (Tadarida ventralis) ist eine Fledermaus in der Gattung der Faltlippenfledermäuse. Sie hat ein großes Verbreitungsgebiet im Osten Afrikas, wobei die Anzahl der Funde gering ist. Die meisten Exemplare waren bei Auffindung tot.

## Merkmale
Wie der deutsche Name andeutet, ist die Art mit einer Gesamtlänge von 14,2 bis 16,8 cm, inklusive eines 5,1 bis 6,6 cm langen Schwanzes sowie mit einer Flügelspannweite von 44 bis 48,5 cm eine große Faltlippenfledermaus. Die Länge der Unterarme beträgt 6,0 bis 6,7 cm und die Ohren sind 1,8 bis 2,9 cm lang. Weibchen sind mit einem Gewicht von 31 bis 46 g leichter als Männchen die 38 bis 55 g wiegen. Die Farbe des Fells der Oberseite variiert zwischen erdbraun (Umbra) und rotbraun, während die Unterseite von hellbraunem bis hell rötlichem Fell bedeckt ist. Typisch ist ein weißer Längsstreifen auf dem Bauch, der gelegentlich einen roten Schatten aufweist. Exemplare aus Tansania hatten zusätzlich einen nackten Fleck auf der Kehle, der von weißen oder hellgrauen Haaren umgeben war. Möglicherweise markierte der Fleck eine Drüse.

## Verbreitung
Die Große Afrikanische Bulldoggfledermaus kommt von Eritrea und Äthiopien bis Simbabwe vor, erreicht jedoch nicht den Indischen Ozean. Die meisten Nachweise stammen aus Gebirgen und wurden in Höhenlagen von 1500 bis 2500 Metern gefunden.

## Lebensweise
Die Art ist hauptsächlich aus Savannen bekannt, in denen überhängende Felsen und Felsspalten häufig vorkommen. Ein Fund stammt von einem Gebäude.

## Status
Aufgrund des seltenen Auftretens sowie aufgrund der spärlich vorhandenen Informationen zur Lebensweise und zu potentiellen Gefahren wird die Große Afrikanische Bulldoggfledermaus von der IUCN unter ungenügende Datengrundlage (Data Deficient) gelistet.